# 1382 Ґерті
1382 Ґерті (1382 Gerti) — астероїд головного поясу, відкритий 21 січня 1925 року.
Тіссеранів параметр щодо Юпітера — 3,638.